# Zwolle
Zwolle je město v Nizozemsku. Je hlavním městem provincie Overijssel. Nachází se 120 km severovýchodně od Amsterdamu na soutoku řek Vechte a IJssel.

## Historie
Archeologické nálezy na území města ukazují na osídlení místa už v době neolitu a doby bronzové. První písemná zmínka pochází z roku 1040. 1230 získalo sídlo městská práva, 1438 tržní právo. Největší rozkvět zažilo město v 15. století, po roce 1550 nastal úpadek až do zavedení železnice v roce 1890.

## Památky
- kostel sv. Michala v gotickém stylu

## Osobnosti města
- Gerard ter Borch (*asi 1617–1681), malíř
- Christianus Carolus Henricus van der Aa (1718-1793), teolog
- Meinard Tydeman der Ältere (1741-1825), historik
- Wilhelmus Marinus van Rossum (1854-1932), kardinál
- Barend Coenraad Petrus Jansen (1884-1962), chemik
- Ton Koopman (*1944), hudebník
- Otto Smik (+1944), Slovenský letec
- Herman Brood (1946–2001), hudebník
- Marcel Beekman (*1969), tenor
- Anna van der Breggen (1990), cyklistka

## Doprava
Územím města prochází dálnice Rijksweg 28 a železniční trať Amsterdam/Utrecht – Meppel – Groningen/Leeuwarden.

## Partnerská města
- Lünen, Německo (1963)
- Kaliningrad, Rusko
- Vologda, Rusko